# バトラー郡 (アラバマ州)
バトラー郡（バトラーぐん、英: Butler County) はアメリカ合衆国アラバマ州にある郡である。郡の名称はクリーク戦争に従軍した、ウィリアム・バトラー大尉に敬意を表して付けられた。2000年現在の人口は21,399人である。ここの郡庁所在地はグリーンビルである。

## 歴史
バトラー郡は1819年12月13日に設立された。

## 地理
アメリカ合衆国統計局によると、この郡は総面積2,015 km2 (778 mi2) である。このうち2,012 km2 (777 mi2) が陸地で3 km2 (1 mi2) が水地域である。総面積の0.13%が水地域となっている。

## 人口動勢

アラバマ州バトラー郡の人口ピラミッド（2000年）

2000年現在の国勢調査で、この郡は人口21,399人、8,398世帯、5,870家族が暮らしている。人口密度は11人/km2（28人/mi2）である。平均密度5戸/km2（13戸/mi2）で9,957戸の住宅が建っている。この郡の人種構成は白人58.38%、アフリカ系アメリカ人40.81%、ネイティブ・アメリカン0.21%、アジア系0.16%、太平洋諸島系0.00%、その他の人種0.05%、及び混血0.39%である。人口の0.67%はヒスパニック及びラテン系である。
この郡内の住民は26.90%が18歳未満の未成年、18歳以上24歳以下が8.60%、25歳以上44歳以下が25.10%、45歳以上64歳以下が23.00%、及び65歳以上が16.40%にわたっている。中央値年齢は38歳である。女性100人ごとに対して男性は88.00人である。18歳以上の女性100人ごとに対して男性は82.90人である。
この郡の世帯ごとの平均的な収入は24,791米ドルであり、家族ごとの平均的な収入は30,915米ドルである。男性は28,968米ドルに対して女性は18,644米ドルの平均的な収入がある。この郡の一人当たりの収入 (per capita income) は15,715米ドルである。人口の24.60%及び家族の20.40%は貧困線以下である。全人口のうち18歳未満の31.30%及び65歳以上の28.60%は貧困線以下の生活を送っている。

## 都市及び町
- ジョージアナ (Georgiana)
- グリーンビル (Greenville)
- McKenzie (McKenzie の一部はConecuh Countyに位置している)